# Mesüge (regény)
A Mesüge Isaac Bashevis Singer, az 1991-ben meghalt zsidó-lengyel származású amerikai Nobel-díjas író tragikomikus regénye, központjában egy szerelmi háromszöggel.
Isaac Bashevis Singer számos más írásához hasonlóan The Forward hozta első ízben eredeti nyelvén, jiddisül. Heti folytatásokban jelent meg 1981 áprilisa és 1983 februárja között, akkor még Farloirene Neshomes (Elveszett lelkek) címmel. A könyv a Mesüge (angolban Meshugah) címet akkor kapta, amikor a szerző és Nili Wachtel azt angolra fordította. Angol nyelven csak 1994-ben, a szerző halála után jelent meg, harmadikként Singer posztumusz könyveinek sorában.
Mindkét cím nagyon találó. A mesüge egy jiddis szó, nagyjából azt jelenti, hogy kelekótya, félbolond.
A könyv William Styron sokat vitatott Sophie választ című regényére reflektál. A regény dinamikája a magyar fordításban is érzékelhető módon a jiddissel kevert angol nyelv ritmusához hasonlít.
A könyv nem mentes az életrajzi vonásoktól. Aaron Greidingert, a könyv narrátorát Singer a saját fiatalabb énjéről mintázhatta, hiszen egy a 40-es éveinek végén járó lengyel emigránsként mutatja be, aki beszédeket tart a rádióban és folytatásos regényeket ír a Forward számára.
A könyv az ötvenes évek New York-jában játszódik, karaktereit áthatják közelmúltjuk rettenetes emlékei, hiába a Singer alakjaira jellemző energikus szóáradat, számukra a világ mesügévé vált.

## Magyarul
- Mesüge; ford. N. Kiss Zsuzsa; Park, Bp., 1996

## További irodalom
- Isaac Bashevis Singer: His Work and His World, Hugh Denman (ed.), Series IJS Judaica Vol. 1, Brill Academic Publishers (2002). ISBN 978 90 04 12564 3, 90 04 12564 7

- S. Lillian Kremer. Holocaust Literature: An Encyclopedia of Writers and Their Work. Taylor & Francis (2003). ISBN 0415929849, 9780415929844 (Emily Mann színpadi adaptációjáról)

- Monika Adamczyk-Garbowska (1997). „I. B. Singer's Works in Yiddish and English”. Prooftexts 17 (3), 267-279. o.

- Women Writing Plays: Three Decades of the Susan Smith Blackburn Priz. University of Texas Press (2006). ISBN 0292713258, 9780292713253 „Meshugah (2002), which I adapted form a novel by Isaac Bashevis Singer....” Emily Mann színpadi adaptációjáról Singer Mesüge című regényére (előadták Jason Slavick rendezésében a Boston Theatre Works-ben)

- Nagy Zopán (2007-01). „Lázadás - (Montázs I. B. Singer "Mesüge" című regénye nyomán)”. Ezredvég XVII. évfolyam (1). ISSN 1588-1318. (Hozzáférés: 2009. február 22.)

- Howard Wettstein. Diasporas and Exiles: Varieties of Jewish Identity. University of California Press (2002)